# Antoni Pstrokoński
Antoni Pstrokoński herbu Budzisz (ur. 17 stycznia 1773 roku w Sobiepanach, zm. 11 lutego 1843 roku w Sieradzu) – deputowany na sejm Księstwa Warszawskiego, notariusz, archiwista, historyk regionalista.
Urodził się 17 stycznia 1773 w Sobiepanach nad Grabią w szlacheckiej rodzinie Pstrokońskich herbu Paparona czyli Budzisz vel Gąska zmarł w Sieradzu 11 lutego 1843. 
Od 1792 roku pracował Archiwum Ziemskim i Grodzkim w Sieradzu. Porządkował akta z czasów I Rzeczypospolitej. Zdołał uratować wiele materiałów źródłowych, prowadził kwerendy w aktach sądowych sieradzkich, aktach trybunału piotrkowskiego, Metryce Koronnej itd.
Wielka spuścizna naukowa po Antonim Paparonie Pstrokońskim uległa rozproszeniu w 1874 część zbioru ponad 27000 kart dokumentów i odpisów trafiła do Biblioteki Czartoryskich w Krakowie (tzw. “Teki Pstrokońskiego”). Część dokumentów jest przechowywana w Sieradzu w części zostały zdigitalizowane i są dostępne w Powiatowej Bibliotece Publicznej w Sieradzu. Notatki, materiały i opracowania zgromadzone przez Pstrokońskiego do dziś stanowią istotne źródło wiedzy dla historyków.